# 费特尔绍斯
费特尔绍斯是德国莱茵兰-普法尔茨州的一个市镇。总面积6.91平方公里，总人口3347人，其中男性1598人，女性1749人（2011年12月31日），人口密度484人/平方公里。